# 六ホウ化ストロンチウム
六ホウ化ストロンチウム（Strontium hexaboride、SrB6）は、無機化合物。室温では、結晶性の黒色粉末である。細かい調査により、わずかに半透明な暗赤色の結晶が石英を傷つけることができることがわかった。非常に安定しており、高い融点と密度を持っている。毒性があるとは考えられていないが、皮膚、目、気道に対して刺激性である。

## 磁性
ホウ化ストロンチウムは、他のアルカリ土類金属ホウ化物と同じく低温で弱い強磁性が現れることが示されている。これは結晶格子のわずかな不純物もしくは異常により起きると考える人もいる一方、別の説明が必要であると提案している人もいる。低温における半導体特性についても調べられている。

## 調製
アンリ・モアッサンは自身の著書『The Electric Furnace』でホウ酸ストロンチウム、アルミニウム、炭素を電気炉で混ぜることによるホウ化ストロンチウムの初期の合成について書き記している。もしくは、ホウ化ストロンチウムの固相合成は、真空炉内で2モルの炭酸ストロンチウムを3モルの炭化ホウ素および1モルの炭素と反応させることで実行できる。

## 使用
絶縁体や核制御棒に使われる。最近出された航空機の窓の特許は、透明なアクリル板にSrB6ナノ粒子を使用している。これらのナノ粒子の赤外線吸収特性により、可視光の透過率を維持しつつ赤外線波長の透過を減らす。